# Jaglew

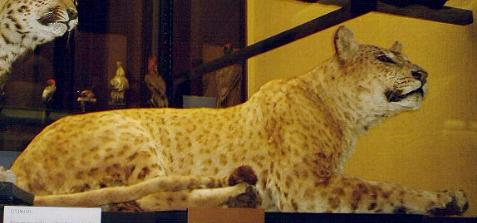
Jaglew

Jaglew – mieszaniec międzygatunkowy samca jaguara i samicy lwa.

## Wygląd
Jest zbudowany potężniej niż jaguar. Ma brązowe cętki na futrze barwy charakterystycznej dla lwa.

## Przykłady
Dwa jaglewy urodziły się 9 kwietnia 2006 w Barrie w Kanadzie. Jahzara (samica) i Tsunami (samiec) były wynikiem niezamierzonego pokrycia lwicy Loli przez czarnego jaguara Diablo.